# 주브르 (폴란드의 맥주)
주브르(폴란드어: Żubr)는 폴란드의 맥주 브랜드로, 콤파니아 피보바르스카에서 양조한다. 추출물 함량이 12.1%(중량 기준)이고 알코올 함량은 6.0%이다.

## 역사
주브르는 도일리이 양조장이 1768년에 문을 연 이래로 양조되었다. 비아위스토크에 있는 도일리이 양조장은 2003년에 SAB밀러의 자회사인 콤파니아 피보바르스카에 인수되었다.